# 丽贝卡·佩罗特
丽贝卡·佩罗特（英語：Rebecca Perrott，1961年6月20日—），新西兰女子游泳运动员。她曾代表斐济、新西兰参加1974年和1978年英联邦运动会游泳比赛，获得一枚金牌、一枚银牌和二枚铜牌。